# WTA Тур 2011
WTA Тур 2011 е 42-рият сезон от професионални турнири по тенис за жени, организиран от Женската тенис асоциация през 2011 г. Той включва четирите турнира от Големия шлем, всички турнири от категориите „Висши“ и „Международни“, Шампионата на WTA Тур и Шампионския турнир.

## График
Пълен списък на турнирите на Женската тенис асоциация през сезон 2011. Данните представят прогреса на състезателките от четвъртфиналната фаза.

### Легенда
| Голям шлем               |
| Категория „Висши“        |
| Категория „Международни“ |
| Шампионат на WTA Тур     |
| Шампионски турнир        |

### Януари
| Дата                | Турнир                                            | Шампионка                                 | Резултат         | Финалистка                         | Полуфиналистки                        | Четвъртфиналистки                                                         |
| ------------------- | ------------------------------------------------- | ----------------------------------------- | ---------------- | ---------------------------------- | ------------------------------------- | ------------------------------------------------------------------------- |
| 3 януари            | Бризбейн Интернешънъл 2011 Бризбейн, Австралия    | Петра Квитова                             | 6–1, 6–3         | Андреа Петкович                    | Марион Бартоли Анастасия Павлюченкова | Ярмила Грот Барбора Захлавова-Стрицова Доминика Цибулкова Луцие Шафаржова |
| 3 януари            | Бризбейн Интернешънъл 2011 Бризбейн, Австралия    | Алиса Клейбанова Анастасия Павлюченкова   | 6–3, 7–5         | Клаудия Янс Алиция Росолска        | Марион Бартоли Анастасия Павлюченкова | Ярмила Грот Барбора Захлавова-Стрицова Доминика Цибулкова Луцие Шафаржова |
| 3 януари            | Ей Ес Би Класик 2011 Окланд, Нова Зеландия        | Грета Арн                                 | 6–3, 6–3         | Янина Викмайер                     | Юлия Гьоргес Шуай Пън                 | Мария Шарапова Катерина Бондаренко Хедър Уотсън Симона Халеп              |
| 3 януари            | Ей Ес Би Класик 2011 Окланд, Нова Зеландия        | Квета Пешке Катарина Среботник            | 6–3, 6–0         | София Арвидсон Марина Еракович     | Юлия Гьоргес Шуай Пън                 | Мария Шарапова Катерина Бондаренко Хедър Уотсън Симона Халеп              |
| 10 януари           | Медибанк Интернешънъл Сидни 2011 Сидни, Австралия | На Ли                                     | 7–6(3), 6–3      | Ким Клейстерс                      | Алиса Клейбанова Бояна Йовановски     | Доминика Цибулкова Виктория Азаренка Светлана Кузнецова Флавия Пенета     |
| 10 януари           | Медибанк Интернешънъл Сидни 2011 Сидни, Австралия | Ивета Бенешова Барбора Захлавова-Стрицова | 4–6, 6–4, [10–7] | Квета Пешке Катарина Среботник     | Алиса Клейбанова Бояна Йовановски     | Доминика Цибулкова Виктория Азаренка Светлана Кузнецова Флавия Пенета     |
| 10 януари           | Муриля Хобарт Интернешънъл 2011 Хобарт, Австралия | Ярмила Грот                               | 6–4, 6–3         | Бетани Матек Сандс                 | Клара Закопалова Шуай Пън             | Марион Бартоли Роберта Винчи Сара Ерани Анджелик Кербер                   |
| 10 януари           | Муриля Хобарт Интернешънъл 2011 Хобарт, Австралия | Сара Ерани Роберта Винчи                  | 6–3, 7–5         | Катерина Бондаренко Лига Декмейере | Клара Закопалова Шуай Пън             | Марион Бартоли Роберта Винчи Сара Ерани Анджелик Кербер                   |
| 17 януари 24 януари | Острелиън Оупън 2011 Мелбърн, Австралия           | Ким Клейстерс                             | 3–6, 6–3, 6–3    | На Ли                              | Каролине Возняцки Вера Звонарьова     | Франческа Скиавоне Андреа Петкович Агнешка Радванска Петра Квитова        |
| 17 януари 24 януари | Острелиън Оупън 2011 Мелбърн, Австралия           | Жисела Дулко Флавия Пенета                | 2–6, 7–5, 6–1    | Виктория Азаренка Мария Кириленко  | Каролине Возняцки Вера Звонарьова     | Франческа Скиавоне Андреа Петкович Агнешка Радванска Петра Квитова        |
| 31 януари           | Фед Къп 2011 (четвъртфинали)                      |                                           |                  |                                    |                                       |                                                                           |

### Февруари
| Дата        | Турнир                                         | Шампионка                                 | Резултат            | Финалистка                                | Полуфиналистки                      | Четвъртфиналистки                                                  |
| ----------- | ---------------------------------------------- | ----------------------------------------- | ------------------- | ----------------------------------------- | ----------------------------------- | ------------------------------------------------------------------ |
| 7 февруари  | Оупън Же Де Еф Сюез 2011 Париж, Франция        | Петра Квитова                             | 6–4, 6–3            | Ким Клейстерс                             | Кая Канепи Бетани Матек Сандс       | Йелена Докич Доминика Цибулкова Янина Викмайер Андреа Петкович     |
| 7 февруари  | Оупън Же Де Еф Сюез 2011 Париж, Франция        | Бетани Матек Сандс Мегън Шонеси           | 6–4, 6–2            | Вера Душевина Екатерина Макарова          | Кая Канепи Бетани Матек Сандс       | Йелена Докич Доминика Цибулкова Янина Викмайер Андреа Петкович     |
| 7 февруари  | Патая Оупън 2011 Патая, Тайланд                | Даниела Хантухова                         | 6–0, 6–2            | Сара Ерани                                | Вера Звонарьова Роберта Винчи       | Шуай Пън Акгул Аманмурадова Галина Воскобоева Ана Иванович         |
| 7 февруари  | Патая Оупън 2011 Патая, Тайланд                | Сара Ерани Роберта Винчи                  | 3–6, 6–3, [10–5]    | Шенан Сун Цзе Джън                        | Вера Звонарьова Роберта Винчи       | Шуай Пън Акгул Аманмурадова Галина Воскобоева Ана Иванович         |
| 14 февруари | Дубай Тенис Чемпиъншипс 2011 Дубай, ОАЕ        | Каролине Возняцки                         | 6–1, 6–3            | Светлана Кузнецова                        | Йелена Янкович Флавия Пенета        | Шахар Пеер Саманта Стосър Агнешка Радванска Алиса Клейбанова       |
| 14 февруари | Дубай Тенис Чемпиъншипс 2011 Дубай, ОАЕ        | Лизел Хубер Мария Хосе Мартинес Санчес    | 7–6(5), 6–3         | Квета Пешке Катарина Среботник            | Йелена Янкович Флавия Пенета        | Шахар Пеер Саманта Стосър Агнешка Радванска Алиса Клейбанова       |
| 14 февруари | Селюлър Саут Къп 2011 Мемфис, САЩ              | Магдалена Рибарикова                      | 6–2, отк.           | Ребека Марино                             | Луцие Храдецка Евгения Родина       | Алекса Глач Ксения Первак Хедър Уотсън Коко Вандевеге              |
| 14 февруари | Селюлър Саут Къп 2011 Мемфис, САЩ              | Олга Говорцова Алла Кудрявцева            | 6–3, 4–6, [10–8]    | Андреа Хлавачкова Луцие Храдецка          | Луцие Храдецка Евгения Родина       | Алекса Глач Ксения Первак Хедър Уотсън Коко Вандевеге              |
| 14 февруари | Копа Колсанитас 2011 Богота, Колумбия          | Лурдес Домингес Лино                      | 2–6, 6–3, 6–2       | Матилде Йохансон                          | Карла Суарес Наваро Петра Мартич    | Синюн Хан Каталина Кастаньо Беатрис Гарсия Видагани Лаура Поус Тио |
| 14 февруари | Копа Колсанитас 2011 Богота, Колумбия          | Едина Галовиц-Хол Анабел Медина Гаригес   | 2–6, 7–6(6), [11–9] | Шарън Фикман Лаура Поус Тио               | Карла Суарес Наваро Петра Мартич    | Синюн Хан Каталина Кастаньо Беатрис Гарсия Видагани Лаура Поус Тио |
| 21 февруари | Катар Лейдис Оупън 2011 Доха, Катар            | Вера Звонарьова                           | 6–4, 6–4            | Каролине Возняцки                         | Марион Бартоли Йелена Янкович       | Флавия Пенета Шуай Пън Клара Закопалова Даниела Хантухова          |
| 21 февруари | Катар Лейдис Оупън 2011 Доха, Катар            | Квета Пешке Катарина Среботник            | 7–5, 6–7(2), [10–8] | Лизел Хубер Надя Петрова                  | Марион Бартоли Йелена Янкович       | Флавия Пенета Шуай Пън Клара Закопалова Даниела Хантухова          |
| 21 февруари | Абиерто Мехикано Телсел 2011 Акапулко, Мексико | Жисела Дулко                              | 6–3, 7–6(5)         | Аранча Пара Сантонха                      | Анабел Медина Гаригес Йохана Ларсон | Карла Суарес Наваро Лаура Поус Тио Грета Арн Лурдес Домингес Лино  |
| 21 февруари | Абиерто Мехикано Телсел 2011 Акапулко, Мексико | Мария Коритцева Йоана Ралука Олару        | 3–6, 6–1, [10–4]    | Лурдес Домингес Лино Аранча Пара Сантонха | Анабел Медина Гаригес Йохана Ларсон | Карла Суарес Наваро Лаура Поус Тио Грета Арн Лурдес Домингес Лино  |
| 28 февруари | Монтерей Оупън 2011 Монтерей, Мексико          | Анастасия Павлюченкова                    | 2–6, 6–2, 6–3       | Йелена Янкович                            | Полона Херцог Жисела Дулко          | Анастасия Севастова Олга Говорцова Ксения Первак Грета Арн         |
| 28 февруари | Монтерей Оупън 2011 Монтерей, Мексико          | Ивета Бенешова Барбора Захлавова-Стрицова | 6–7(8), 6–2, [10–6] | Анна-Лена Грьонефелд Ваня Кинг            | Полона Херцог Жисела Дулко          | Анастасия Севастова Олга Говорцова Ксения Первак Грета Арн         |
| 28 февруари | Малайзиън Оупън 2011 Куала Лумпур, Малайзия    | Йелена Докич                              | 2–6, 7–6(9), 6–4    | Луцие Шафаржова                           | Михаела Крайчек Ярмила Грот         | Бояна Йовановски Ан Кремер Аюми Морита Марион Бартоли              |
| 28 февруари | Малайзиън Оупън 2011 Куала Лумпур, Малайзия    | Динара Сафина Галина Воскобоева           | 7–5, 2–6, [10–5]    | Нопаван Лерчеевакарн Джесика Мур          | Михаела Крайчек Ярмила Грот         | Бояна Йовановски Ан Кремер Аюми Морита Марион Бартоли              |

### Март
| Дата            | Турнир                                      | Шампионка                           | Резултат            | Финалистка                      | Полуфиналистки                  | Четвъртфиналистки                                                 |
| --------------- | ------------------------------------------- | ----------------------------------- | ------------------- | ------------------------------- | ------------------------------- | ----------------------------------------------------------------- |
| 7 март 14 март  | Бе Ен Пе Париба Оупън 2011 Индиън Уелс, САЩ | Каролине Возняцки                   | 6–1, 2–6, 6–3       | Марион Бартоли                  | Мария Шарапова Янина Викмайер   | Виктория Азаренка Шуай Пън Шахар Пеер Ана Иванович                |
| 7 март 14 март  | Бе Ен Пе Париба Оупън 2011 Индиън Уелс, САЩ | Саня Мирза Елена Веснина            | 6–0, 7–5            | Бетани Матек Сандс Мегън Шонеси | Мария Шарапова Янина Викмайер   | Виктория Азаренка Шуай Пън Шахар Пеер Ана Иванович                |
| 21 март 28 март | Сони Ериксон Оупън 2011 Маями, САЩ          | Виктория Азаренка                   | 6–1, 6–4            | Мария Шарапова                  | Андреа Петкович Вера Звонарьова | Йелена Янкович Александра Дулгеру Агнешка Радванска Ким Клейстерс |
| 21 март 28 март | Сони Ериксон Оупън 2011 Маями, САЩ          | Даниела Хантухова Агнешка Радванска | 7–6(5), 2–6, [10–8] | Лизел Хубер Надя Петрова        | Андреа Петкович Вера Звонарьова | Йелена Янкович Александра Дулгеру Агнешка Радванска Ким Клейстерс |

### Април
| Дата     | Турнир                                                                     | Шампионка                                  | Резултат         | Финалистка                         | Полуфиналистки                   | Четвъртфиналистки                                                        |
| -------- | -------------------------------------------------------------------------- | ------------------------------------------ | ---------------- | ---------------------------------- | -------------------------------- | ------------------------------------------------------------------------ |
| 4 април  | Фемили Съркъл Къп 2011 Чарлстън, САЩ                                       | Каролине Возняцки                          | 6–2, 6–3         | Елена Веснина                      | Йелена Янкович Шуай Пън          | Янина Викмайер Кристина Макхейл Саня Мирза Юлия Гьоргес                  |
| 4 април  | Фемили Съркъл Къп 2011 Чарлстън, САЩ                                       | Саня Мирза Елена Веснина                   | 6–4, 6–4         | Бетани Матек Сандс Мегън Шонеси    | Йелена Янкович Шуай Пън          | Янина Викмайер Кристина Макхейл Саня Мирза Юлия Гьоргес                  |
| 4 април  | Андалусия Тенис Експириънс 2011 Марбеля, Испания                           | Виктория Азаренка                          | 6–3, 6–2         | Ирина-Камелия Бегу                 | Сара Ерани Светлана Кузнецова    | Динара Сафина Александра Дюлгеру Клара Закопалова Лара Аруабарена-Весино |
| 4 април  | Андалусия Тенис Експириънс 2011 Марбеля, Испания                           | Нурия Лягостера Вивес Аранча Пара Сантонха | 3–6, 6–4, [10–5] | Сара Ерани Роберта Винчи           | Сара Ерани Светлана Кузнецова    | Динара Сафина Александра Дюлгеру Клара Закопалова Лара Аруабарена-Весино |
| 11 април | Фед Къп 2011 (полуфинали)                                                  |                                            |                  |                                    |                                  |                                                                          |
| 18 април | Порше Тенис Гран при 2011 Щутгарт, Германия                                | Юлия Гьоргес                               | 7–6(3), 6–3      | Каролине Возняцки                  | Агнешка Радванска Саманта Стосър | Андреа Петкович Кристина Бароа Сабине Лисицки Вера Звонарьова            |
| 18 април | Порше Тенис Гран при 2011 Щутгарт, Германия                                | Сабине Лисицки Саманта Стосър              | 6–1, 7–6(5)      | Кристина Бароа Ясмин Вьор          | Агнешка Радванска Саманта Стосър | Андреа Петкович Кристина Бароа Сабине Лисицки Вера Звонарьова            |
| 18 април | Гран при на Нейно Кралско Височество принцеса Лала Мерием 2011 Фес, Мароко | Алберта Брианти                            | 6–4, 6–4         | Симона Халеп                       | Кирстен Флипкенс Динара Сафина   | Надя Лалами Грета Арн Мелани Уден Анастасия Пивоварова                   |
| 18 април | Гран при на Нейно Кралско Височество принцеса Лала Мерием 2011 Фес, Мароко | Андреа Хлавачкова Луцие Храдецка           | 6–3, 6–4         | Нина Братчикова Сандра Клеменшиц   | Кирстен Флипкенс Динара Сафина   | Надя Лалами Грета Арн Мелани Уден Анастасия Пивоварова                   |
| 25 април | Барселона Лейдис Оупън 2011 Барселона, Испания                             | Роберта Винчи                              | 4–6, 6–2, 6–2    | Луцие Храдецка                     | Лаура Поус Тио Сара Ерани        | Виржини Разано Полона Херцог Алберта Брианти Естреля Кабеса Кандела      |
| 25 април | Барселона Лейдис Оупън 2011 Барселона, Испания                             | Ивета Бенешова Барбора Захлавова-Стрицова  | 5–7, 6–4, [11–9] | Натали Грандин Владимира Ухлиржова | Лаура Поус Тио Сара Ерани        | Виржини Разано Полона Херцог Алберта Брианти Естреля Кабеса Кандела      |
| 25 април | Ещорил Оупън 2011 Ещорил, Португалия                                       | Анабел Медина Гаригес                      | 6–1, 6–2         | Кристина Бароа                     | Йохана Ларсон Моника Никулеску   | Алиса Клейбанова Алла Кудрявцева Клара Закопалова Ярмила Гайдошова       |
| 25 април | Ещорил Оупън 2011 Ещорил, Португалия                                       | Алиса Клейбанова Галина Воскобоева         | 6–4, 6–2         | Елени Данилиду Михаела Крайчек     | Йохана Ларсон Моника Никулеску   | Алиса Клейбанова Алла Кудрявцева Клара Закопалова Ярмила Гайдошова       |

### Май
| Дата          | Турнир                                             | Шампионка                           | Резултат         | Финалистка                         | Полуфиналистки                          | Четвъртфиналистки                                                            |
| ------------- | -------------------------------------------------- | ----------------------------------- | ---------------- | ---------------------------------- | --------------------------------------- | ---------------------------------------------------------------------------- |
| 2 май         | Мутуа Мадрид Оупън 2011 Мадрид, Испания            | Петра Квитова                       | 7–6(3), 6–4      | Виктория Азаренка                  | Юлия Гьоргес На Ли                      | Анастасия Павлюченкова Луцие Шафаржова Бетани Матек Сандс Доминика Цибулкова |
| 2 май         | Мутуа Мадрид Оупън 2011 Мадрид, Испания            | Виктория Азаренка Мария Кириленко   | 6–4, 6–3         | Квета Пешке Катарина Среботник     | Юлия Гьоргес На Ли                      | Анастасия Павлюченкова Луцие Шафаржова Бетани Матек Сандс Доминика Цибулкова |
| 9 май         | Интернационали БНЛ д'Италия 2011 Рим, Италия       | Мария Шарапова                      | 6–2, 6–4         | Саманта Стосър                     | Каролине Возняцки На Ли                 | Йелена Янкович Виктория Азаренка Грета Арн Франческа Скиавоне                |
| 9 май         | Интернационали БНЛ д'Италия 2011 Рим, Италия       | Шуай Пън Цзе Джън                   | 6–2, 6–3         | Ваня Кинг Ярослава Шведова         | Каролине Возняцки На Ли                 | Йелена Янкович Виктория Азаренка Грета Арн Франческа Скиавоне                |
| 16 май        | Бръсълс Оупън 2011 Брюксел, Белгия                 | Каролине Возняцки                   | 2–6, 6–3, 6–3    | Шуай Пън                           | Франческа Скиавоне Вера Звонарьова      | Янина Викмайер Аюми Морита София Арвидсон Александра Дулгеру                 |
| 16 май        | Бръсълс Оупън 2011 Брюксел, Белгия                 | Андреа Хлавачкова Галина Воскобоева | 3–6, 6–0, [10–5] | Клаудия Янс Алиция Росолска        | Франческа Скиавоне Вера Звонарьова      | Янина Викмайер Аюми Морита София Арвидсон Александра Дулгеру                 |
| 16 май        | Интернасионо дьо Страсбург 2011 Страсбург, Франция | Андреа Петкович                     | 6–4, 1–0, отк.   | Марион Бартоли                     | Анабел Медина Гаригес Даниела Хантухова | Луцие Храдецка Миряна Лучич Надя Петрова Мария Кириленко                     |
| 16 май        | Интернасионо дьо Страсбург 2011 Страсбург, Франция | Акгул Аманмурадова Чия-Джун Чуан    | 6–4, 5–7, [10–2] | Натали Грандин Владимира Ухлиржова | Анабел Медина Гаригес Даниела Хантухова | Луцие Храдецка Миряна Лучич Надя Петрова Мария Кириленко                     |
| 23 май 30 май | Ролан Гарос 2011 Париж, Франция                    | На Ли                               | 6–4, 7–6(0)      | Франческа Скиавоне                 | Марион Бартоли Мария Шарапова           | Светлана Кузнецова Анастасия Павлюченкова Виктория Азаренка Андреа Петкович  |
| 23 май 30 май | Ролан Гарос 2011 Париж, Франция                    | Андреа Хлавачкова Луцие Храдецка    | 6–4, 6–3         | Саня Мирза Елена Веснина           | Марион Бартоли Мария Шарапова           | Светлана Кузнецова Анастасия Павлюченкова Виктория Азаренка Андреа Петкович  |

### Юни
| Дата          | Турнир                                           | Шампионка                                   | Резултат         | Финалистка                          | Полуфиналистки                    | Четвъртфиналистки                                                |
| ------------- | ------------------------------------------------ | ------------------------------------------- | ---------------- | ----------------------------------- | --------------------------------- | ---------------------------------------------------------------- |
| 6 юни         | АЕГОН Класик 2011 Бирмингам, Великобритания      | Сабине Лисицки                              | 6–3, 6–2         | Даниела Хантухова                   | Шуай Пън Ана Иванович             | Магдалена Рибарикова Марина Еракович Алисън Риске Миряна Лучич   |
| 6 юни         | АЕГОН Класик 2011 Бирмингам, Великобритания      | Олга Говорцова Алла Кудрявцева              | 1–6, 6–1, [10–5] | Сара Ерани Роберта Винчи            | Шуай Пън Ана Иванович             | Магдалена Рибарикова Марина Еракович Алисън Риске Миряна Лучич   |
| 6 юни         | И Бокс Сони Ериксон Оупън 2011 Копенхаген, Дания | Каролине Возняцки                           | 6–1, 6–4         | Луцие Шафаржова                     | Мона Бартел Петра Мартич          | Алберта Брианти Бетани Матек-Сандс Шуай Джан Альона Бондаренко   |
| 6 юни         | И Бокс Сони Ериксон Оупън 2011 Копенхаген, Дания | Йохана Ларсон Ясмин Вьор                    | 6–3, 6–3         | Кристина Младенович Катаржина Питер | Мона Бартел Петра Мартич          | Алберта Брианти Бетани Матек-Сандс Шуай Джан Альона Бондаренко   |
| 13 юни        | АЕГОН Интернешънъл 2011 Ийстбърн, Великобритания | Марион Бартоли                              | 6–1, 4–6, 7–5    | Петра Квитова                       | Саманта Стосър Даниела Хантухова  | Вера Звонарьова Виктория Азаренка Агнешка Радванска Винъс Уилямс |
| 13 юни        | АЕГОН Интернешънъл 2011 Ийстбърн, Великобритания | Квета Пешке Катарина Среботник              | 6–3, 6–0         | Лизел Хубер Лиса Реймънд            | Саманта Стосър Даниела Хантухова  | Вера Звонарьова Виктория Азаренка Агнешка Радванска Винъс Уилямс |
| 13 юни        | УНИЦЕФ Оупън 2011 Хертогенбош, Холандия          | Роберта Винчи                               | 6–7(7), 6–3, 7–5 | Йелена Докич                        | Ромина Опранди Доминика Цибулкова | Кимико Дате Крум Йохана Ларсон Янина Викмайер Светлана Кузнецова |
| 13 юни        | УНИЦЕФ Оупън 2011 Хертогенбош, Холандия          | Барбора Захлавова-Стрицова Клара Закопалова | 1–6, 6–4, [10–7] | Доминика Цибулкова Флавия Пенета    | Ромина Опранди Доминика Цибулкова | Кимико Дате Крум Йохана Ларсон Янина Викмайер Светлана Кузнецова |
| 20 юни 27 юни | Уимбълдън 2011 Лондон, Великобритания            | Петра Квитова                               | 6–3, 6–4         | Мария Шарапова                      | Сабине Лисицки Виктория Азаренка  | Доминика Цибулкова Марион Бартоли Тамира Пашек Цветана Пиронкова |
| 20 юни 27 юни | Уимбълдън 2011 Лондон, Великобритания            | Квета Пешке Катарина Среботник              | 6–3, 6–1         | Сабине Лисицки Саманта Стосър       | Сабине Лисицки Виктория Азаренка  | Доминика Цибулкова Марион Бартоли Тамира Пашек Цветана Пиронкова |

### Юли
| Дата   | Турнир                                                  | Шампионка                                       | Резултат          | Финалистка                                 | Полуфиналистки                            | Четвъртфиналистки                                                          |
| ------ | ------------------------------------------------------- | ----------------------------------------------- | ----------------- | ------------------------------------------ | ----------------------------------------- | -------------------------------------------------------------------------- |
| 4 юли  | Гран при на Будапеща 2011 Будапеща, Унгария             | Роберта Винчи                                   | 6–4, 1–6, 6–4     | Ирина-Камелия Бегу                         | Клара Закопалова Анабел Медина Гаригес    | Сусана Кучова Катерина Бондаренко Естреля Кабеса Кандела Сара Ерани        |
| 4 юли  | Гран при на Будапеща 2011 Будапеща, Унгария             | Анабел Медина Гаригес Алиция Росолска           | 6–2, 6–2          | Натали Грандин Владимира Ухлиржова         | Клара Закопалова Анабел Медина Гаригес    | Сусана Кучова Катерина Бондаренко Естреля Кабеса Кандела Сара Ерани        |
| 4 юли  | Кълектър Суидиш Оупън 2011 Бостад, Швеция               | Полона Херцог                                   | 6–4, 7–5          | Йохана Ларсон                              | София Арвидсон Барбора Захлавова-Стрицова | Мария Хосе Мартинес Санчес Лурдес Домингес Лино Весна Долонц Флавия Пенета |
| 4 юли  | Кълектър Суидиш Оупън 2011 Бостад, Швеция               | Лурдес Домингес Лино Мария Хосе Мартинес Санчес | 6–3, 6–3          | Нурия Лягостера Вивес Аранча Пара Сантонха | София Арвидсон Барбора Захлавова-Стрицова | Мария Хосе Мартинес Санчес Лурдес Домингес Лино Весна Долонц Флавия Пенета |
| 11 юли | Интернационали Феминили ди Палермо 2011 Палермо, Италия | Анабел Медина Гаригес                           | 6–3, 6–2          | Полона Херцог                              | Флавия Пенета Петра Цетковска             | Цветана Пиронкова Клара Закопалова Сара Ерани Ирина-Камелия Бегу           |
| 11 юли | Интернационали Феминили ди Палермо 2011 Палермо, Италия | Сара Ерани Роберта Винчи                        | 7–5, 6–1          | Андреа Хлавачкова Клара Закопалова         | Флавия Пенета Петра Цетковска             | Цветана Пиронкова Клара Закопалова Сара Ерани Ирина-Камелия Бегу           |
| 11 юли | Гащайн Лейдис 2011 Бад Гащайн, Австрия                  | Мария Хосе Мартинес Санчес                      | 6–0, 7–5          | Патриция Майр-Ахлайтнер                    | Ксения Первак Катерина Бондаренко         | Лаура Поус Тио Диа Евтимова Ивон Мойсбургер Карла Суарес Наваро            |
| 11 юли | Гащайн Лейдис 2011 Бад Гащайн, Австрия                  | Ева Бирнерова Луцие Храдецка                    | 4–6, 6–2, [12–10] | Ярмила Гайдошова Юлия Гьоргес              | Ксения Первак Катерина Бондаренко         | Лаура Поус Тио Диа Евтимова Ивон Мойсбургер Карла Суарес Наваро            |
| 18 юли | Баку Къп 2011 Баку, Азербайджан                         | Вера Звонарьова                                 | 6–1, 6–4          | Ксения Первак                              | Мария Коритцева Галина Воскобоева         | Анна Татишвили Катерина Бондаренко Араван Резаи Анастасия Павлюченкова     |
| 18 юли | Баку Къп 2011 Баку, Азербайджан                         | Мария Коритцева Татяна Пучек                    | 6–3, 2–6, [10–8]  | Моника Никулеску Галина Воскобоева         | Мария Коритцева Галина Воскобоева         | Анна Татишвили Катерина Бондаренко Араван Резаи Анастасия Павлюченкова     |
| 25 юли | Банк ъф дъ Уест Класик 2011 Станфорд, САЩ               | Серина Уилямс                                   | 7–5, 6–1          | Марион Бартоли                             | Доминика Цибулкова Сабине Лисицки         | Марина Еракович Аюми Морита Агнешка Радванска Мария Шарапова               |
| 25 юли | Банк ъф дъ Уест Класик 2011 Станфорд, САЩ               | Виктория Азаренка Мария Кириленко               | 6–1, 6–3          | Лизел Хубер Лиса Реймънд                   | Доминика Цибулкова Сабине Лисицки         | Марина Еракович Аюми Морита Агнешка Радванска Мария Шарапова               |
| 25 юли | Сити Оупън 2011 Колидж Парк, САЩ                        | Надя Петрова                                    | 7–5, 6–2          | Шахар Пеер                                 | Тамира Пашек Ирина Фалкони                | Алберта Брианти Стефани Дюбоа Виржини Разано Бояна Йовановски              |
| 25 юли | Сити Оупън 2011 Колидж Парк, САЩ                        | Саня Мирза Ярослава Шведова                     | 6–3, 6–3          | Олга Говорцова Алла Кудрявцева             | Тамира Пашек Ирина Фалкони                | Алберта Брианти Стефани Дюбоа Виржини Разано Бояна Йовановски              |

### Август
| Дата                  | Турнир                                       | Шампионка                      | Резултат            | Финалистка                         | Полуфиналистки                      | Четвъртфиналистки                                                            |
| --------------------- | -------------------------------------------- | ------------------------------ | ------------------- | ---------------------------------- | ----------------------------------- | ---------------------------------------------------------------------------- |
| 1 август              | Мъркюри Иншуърънс Оупън 2011 Сан Диего, САЩ  | Агнешка Радванска              | 6–3, 6–4            | Вера Звонарьова                    | Ана Иванович Андреа Петкович        | Сабине Лисицки Шуай Пън Даниела Хантухова Слоун Стивънс                      |
| 1 август              | Мъркюри Иншуърънс Оупън 2011 Сан Диего, САЩ  | Квета Пешке Катарина Среботник | 6–0, 6–2            | Ракел Копс-Джоунс Абигейл Спиърс   | Ана Иванович Андреа Петкович        | Сабине Лисицки Шуай Пън Даниела Хантухова Слоун Стивънс                      |
| 8 август              | Роджърс Къп 2011 Торонто, Канада             | Серина Уилямс                  | 6–4, 6–2            | Саманта Стосър                     | Агнешка Радванска Виктория Азаренка | Роберта Винчи Андреа Петкович Галина Воскобоева Луцие Шафаржова              |
| 8 август              | Роджърс Къп 2011 Торонто, Канада             | Лизел Хубер Лиса Реймънд       | отк.                | Виктория Азаренка Мария Кириленко  | Агнешка Радванска Виктория Азаренка | Роберта Винчи Андреа Петкович Галина Воскобоева Луцие Шафаржова              |
| 15 август             | Уестърн енд Съдърн Оупън 2011 Синсинати, САЩ | Мария Шарапова                 | 4–6, 7–6(3), 6–3    | Йелена Янкович                     | Андреа Петкович Вера Звонарьова     | Надя Петрова Шуай Пън Саманта Стосър Даниела Хантухова                       |
| 15 август             | Уестърн енд Съдърн Оупън 2011 Синсинати, САЩ | Ваня Кинг Ярослава Шведова     | 6–4, 3–6, [11–9]    | Натали Грандин Владимира Ухлиржова | Андреа Петкович Вера Звонарьова     | Надя Петрова Шуай Пън Саманта Стосър Даниела Хантухова                       |
| 22 август             | Ню Хейвън Оупън 2011 Ню Хейвън, САЩ          | Каролине Возняцки              | 6–4, 6–1            | Петра Цетковска                    | Франческа Скиавоне На Ли            | Кристина Макхейл Анабел Медина Гаригес Марион Бартоли Анастасия Павлюченкова |
| 22 август             | Ню Хейвън Оупън 2011 Ню Хейвън, САЩ          | Чия-Джун Чуан Олга Говорцова   | 7–5, 6–2            | Сара Ерани Роберта Винчи           | Франческа Скиавоне На Ли            | Кристина Макхейл Анабел Медина Гаригес Марион Бартоли Анастасия Павлюченкова |
| 22 август             | Тексас Тенис Оупън 2011 Далас, САЩ           | Сабине Лисицки                 | 6–2, 6–1            | Араван Резаи                       | Анджелик Кербер Ирина-Камелия Бегу  | Йохана Ларсон Елена Балтача Анастасия Севастова Катерина Бондаренко          |
| 22 август             | Тексас Тенис Оупън 2011 Далас, САЩ           | Алберта Брианти Сорана Кърстя  | 7–5, 6–3            | Ализе Корне Полин Парментие        | Анджелик Кербер Ирина-Камелия Бегу  | Йохана Ларсон Елена Балтача Анастасия Севастова Катерина Бондаренко          |
| 29 август 5 септември | Ю Ес Оупън 2011 Ню Йорк, САЩ                 | Саманта Стосър                 | 6–2, 6–3            | Серина Уилямс                      | Каролине Возняцки Анджелик Кербер   | Андреа Петкович Анастасия Павлюченкова Флавия Пенета Вера Звонарьова         |
| 29 август 5 септември | Ю Ес Оупън 2011 Ню Йорк, САЩ                 | Лизел Хубер Лиса Реймънд       | 4–6, 7–6(5), 7–6(3) | Ваня Кинг Ярослава Шведова         | Каролине Возняцки Анджелик Кербер   | Андреа Петкович Анастасия Павлюченкова Флавия Пенета Вера Звонарьова         |

### Септември
| Дата         | Турнир                                                  | Шампионка                          | Резултат            | Финалистка                      | Полуфиналистки                   | Четвъртфиналистки                                              |
| ------------ | ------------------------------------------------------- | ---------------------------------- | ------------------- | ------------------------------- | -------------------------------- | -------------------------------------------------------------- |
| 12 септември | Ташкент Оупън 2011 Ташкент, Узбекистан                  | Ксения Первак                      | 6–3, 6–1            | Ева Бирнерова                   | Урсула Радванска Алла Кудрявцева | Виктория Лариер Елени Данилиду Валерия Савиних Сорана Кърстя   |
| 12 септември | Ташкент Оупън 2011 Ташкент, Узбекистан                  | Елени Данилиду Виталия Дяченко     | 6–4, 6–3            | Людмила Киченок Надя Киченок    | Урсула Радванска Алла Кудрявцева | Виктория Лариер Елени Данилиду Валерия Савиних Сорана Кърстя   |
| 12 септември | Бел Чалъндж 2011 Квебек, Канада                         | Барбора Захлавова-Стрицова         | 4–6, 6–1, 6–0       | Марина Еракович                 | Тамира Пашек Михаела Крайчек     | Даниела Хантухова Хедър Уотсън Ребека Марино Андреа Хлавачкова |
| 12 септември | Бел Чалъндж 2011 Квебек, Канада                         | Ракел Копс-Джоунс Абигейл Спиърс   | 6–1, 3–6, [10–6]    | Джейми Хамптън Анна Татишвили   | Тамира Пашек Михаела Крайчек     | Даниела Хантухова Хедър Уотсън Ребека Марино Андреа Хлавачкова |
| 19 септември | Хансол Корея Оупън 2011 Сеул, Южна Корея                | Мария Хосе Мартинес Санчес         | 7–6(0), 7–6(2)      | Галина Воскобоева               | Полона Херцог Клара Закопалова   | Вера Душевина Доминика Цибулкова Юлия Гьоргес Ваня Кинг        |
| 19 септември | Хансол Корея Оупън 2011 Сеул, Южна Корея                | Натали Грандин Владимира Ухлиржова | 7–6(5), 6–4         | Вера Душевина Галина Воскобоева | Полона Херцог Клара Закопалова   | Вера Душевина Доминика Цибулкова Юлия Гьоргес Ваня Кинг        |
| 19 септември | Гуанджоу Интернешънъл Уименс Оупън 2011 Гуанджоу, Китай | Шанел Схеперс                      | 6–2, 6–2            | Магдалена Рибарикова            | Мария Кириленко Цзе Джън         | Тетяна Лужанска Урсула Радванска Петра Мартич Ярмила Гайдошова |
| 19 септември | Гуанджоу Интернешънъл Уименс Оупън 2011 Гуанджоу, Китай | Су-Вей Сие Сайсай Джън             | 6–2, 6–1            | Чин-Вей Чан Синюн Хан           | Мария Кириленко Цзе Джън         | Тетяна Лужанска Урсула Радванска Петра Мартич Ярмила Гайдошова |
| 26 септември | Торай Пан Пасифик Оупън 2011 Токио, Япония              | Агнешка Радванска                  | 6–3, 6–2            | Вера Звонарьова                 | Виктория Азаренка Петра Квитова  | Кая Канепи Марион Бартоли Мария Кириленко Мария Шарапова       |
| 26 септември | Торай Пан Пасифик Оупън 2011 Токио, Япония              | Лизел Хубер Лиса Реймънд           | 7–6(4), 0–6, [10–6] | Жисела Дулко Флавия Пенета      | Виктория Азаренка Петра Квитова  | Кая Канепи Марион Бартоли Мария Кириленко Мария Шарапова       |

### Октомври
| Дата        | Турнир                                       | Шампионка                      | Резултат         | Финалистка                        | Полуфиналистки                 | Четвъртфиналистки                                                     |
| ----------- | -------------------------------------------- | ------------------------------ | ---------------- | --------------------------------- | ------------------------------ | --------------------------------------------------------------------- |
| 3 октомври  | Чайна Оупън 2011 Пекин, Китай                | Агнешка Радванска              | 7–5, 0–6, 6–4    | Андреа Петкович                   | Флавия Пенета Моника Никулеску | Каролине Возняцки Ана Иванович Мария Кириленко Анастасия Павлюченкова |
| 3 октомври  | Чайна Оупън 2011 Пекин, Китай                | Квета Пешке Катарина Среботник | 6–3, 6–4         | Жисела Дулко Флавия Пенета        | Флавия Пенета Моника Никулеску | Каролине Возняцки Ана Иванович Мария Кириленко Анастасия Павлюченкова |
| 10 октомври | Дженерали Лейдис Линц 2011 Линц, Австрия     | Петра Квитова                  | 6–4, 6–1         | Доминика Цибулкова                | Йелена Янкович Луцие Шафаржова | Даниела Хантухова Евгения Родина Сорана Кърстя Анастасия Родионова    |
| 10 октомври | Дженерали Лейдис Линц 2011 Линц, Австрия     | Марина Еракович Елена Веснина  | 7–5, 6–1         | Юлия Гьоргес Анна-Лена Грьонефелд | Йелена Янкович Луцие Шафаржова | Даниела Хантухова Евгения Родина Сорана Кърстя Анастасия Родионова    |
| 10 октомври | Ейч Пи Оупън 2011 Осака, Япония              | Марион Бартоли                 | 6–3, 6–1         | Саманта Стосър                    | Цзе Джън Анджелик Кербер       | Шанел Схеперс Петра Цетковска Тамарин Танасугарн Аюми Морита          |
| 10 октомври | Ейч Пи Оупън 2011 Осака, Япония              | Кимико Дате Крум Шуай Джан     | 7–5, 3–6, [11–9] | Ваня Кинг Ярослава Шведова        | Цзе Джън Анджелик Кербер       | Шанел Схеперс Петра Цетковска Тамарин Танасугарн Аюми Морита          |
| 17 октомври | Купа на Кремъл 2011 Москва, Русия            |                                |                  |                                   |                                |                                                                       |
| 17 октомври | Купа на Кремъл 2011 Москва, Русия            |                                |                  |                                   |                                |                                                                       |
| 17 октомври | Люксембург Оупън 2011 Люксембург, Люксембург |                                |                  |                                   |                                |                                                                       |
| 17 октомври |                                              |                                |                  |                                   |                                |                                                                       |
| 24 октомври | Шампионат на WTA 2011 Доха, Катар            |                                |                  |                                   |                                |                                                                       |
| 24 октомври | Шампионат на WTA 2011 Доха, Катар            |                                |                  |                                   |                                |                                                                       |
| 31 октомври | Шампионски турнир 2011 Бали, Индонезия       |                                |                  |                                   |                                |                                                                       |
| 31 октомври | Шампионски турнир 2011 Бали, Индонезия       |                                |                  |                                   |                                |                                                                       |